# (3555) Miyasaka
(3555) Miyasaka (1931 TC1) – planetoida z pasa głównego asteroid okrążająca Słońce w ciągu 4,52 lat w średniej odległości 2,73 j.a. Odkrył ją Karl Wilhelm Reinmuth 6 października 1931 roku.